# Nolan Bushnell

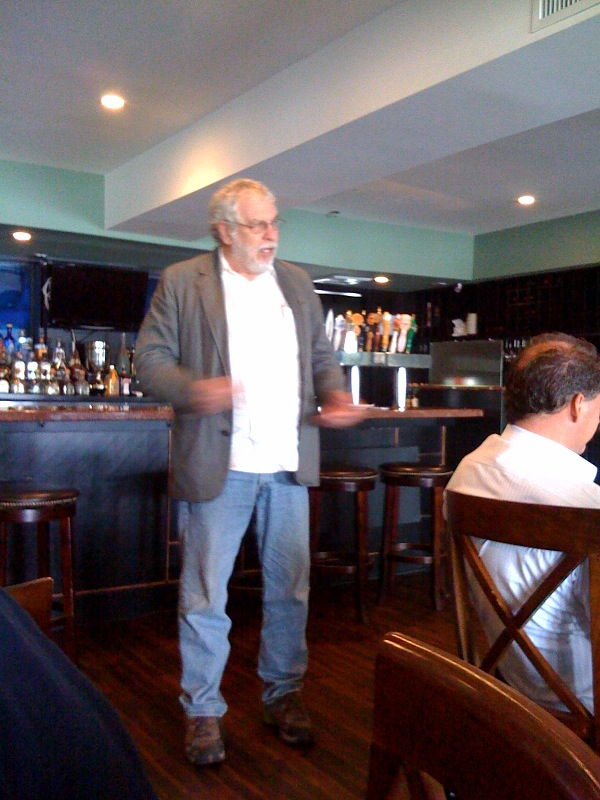
Nolan Bushnell

Nolan K. Bushnell (n 5 februarie 1943 în Clearfield, Utah) este considerat părintele jocurilor video. În 1971 înființează cunoscuta companie Atari și comercializează primul joc din istorie - Computer Space.
1. ↑  Czech National Authority Database, accesat în 1 martie 2022